# Landikon
Landikon ist ein Weiler der Gemeinde Birmensdorf im Südosten des Bezirks Dietikon im Schweizer Kanton Zürich.

## Geographie
Landikon liegt auf 491 m ü. M. im engen Reppischtal zwischen den Abhängen des Albis im Norden und des Ättenbergs im Süden. Das Dorf erstreckt sich über die ganze Talbreite, die hier etwa 300 Meter beträgt, und nimmt rund 300 Meter der Tallänge ein. Etwa 2 km westlich im Tal liegt Birmensdorf und wenig südöstlich der Weiler Sellenbüren, der zur Gemeinde Stallikon gehört. Im Norden liegt über dem Tal hinter einem Moränenwall und dem Waldgebiet Maas das Birmensdorfer Quartier Haslen (561 m ü. M.), im Nordosten liegt ebenfalls am Albis der zu Uitikon gehörende Weiler Ringlikon (632 m ü. M.), und im Südosten erstreckt sich hinter dem Ättenberg die Gemeinde Wettswil am Albis.
Die Reppisch durchquert Landikon von Osten nach Westen und nimmt dabei den Schwandenbach auf, der mitten im Dorf einmündet. Dieser entspringt bei Ringlikon und bildet oberhalb von Landikon ein tief eingeschnittenes Tobel. Die Grenze zur Gemeinde Stallikon und somit zum Knonaueramt wird durch den Bättelweidbach gebildet. Die Grenze zu Wettswil verläuft grösstenteils entlang des Nordhangs der Heidenchilen, bevor sie nach Südwesten abknickt und quer über den Ättenberg verläuft.

## Verkehr
Mitten im Dorf liegt die Kreuzung der Stallikonerstrasse mit der Landikonerstrasse, beziehungsweise Wettswilerstrasse. Diese führt nach Birmensdorf und Stallikon und erschliesst das Reppischtal. Die nach Nordwesten verlaufende Landikonerstrasse führt nach Uitikon-Waldegg, während die nach Südosten verlaufende Wettswilerstrasse den bei Einheimischen «Whiskeypass» genannten Pass über den Ättenberg  bezwingt und somit Landikon mit Wettswil verbindet. 
Direkt östlich des Dorfes tritt die von Wettswil herkommende Bahnstrecke Zürich–Zug durch den 481 Meter langen Tunnel Landikon ins Reppischtal ein. Der Bahndamm, der zum Tunnel führt, verschliesst das Reppischtal nach Sellenbüren und bildet gleichzeitig ein Hochwasserrückhaltebecken. Landikon verfügt über keinen eigenen Bahnhof, jedoch wird das Dorf von der ZVV-Linie 227 erschlossen, die Landikon unter anderem mit dem nahegelegenen Bahnhof Birmensdorf verbindet.

## Geschichte
Der Name Landikon geht zurück auf den alten Familiennamen Landheri (Lantheri) oder Lanthari (Landarius, Lantarius) und bedeutet so viel wie bei den Höfen der Leute des Lanthari. Er entwickelte sich über Landheringhofen und Landrikon zu Landikon, wobei sich das Suffix -inghofen durch Lautverschiebung zu -ikon abgewandelt hat.
Landikon wurde erstmals 1150 als Lanterinkon erwähnt. Es folgten die Erwähnungen Lanterinchon und Lantrinchon im Jahr 1227, Lantrikon 1328 und 1359, Lantrinkon 1359, 1371, 1378 sowie 1415, Landtikon 1504, Lantricken 1556, Landtricken 1556 und 1559 sowie auf der Gygerkarte, Landtigken sowie Landtrigken 1559 und Landrickon 1560. Weitere belegte Namen sind Lantheringhovun, Lantichon, Landtrickon, Landtrinkhon und Lantkon. Der Name Landikon wurde erstmals im Jahr 1556 erwähnt.

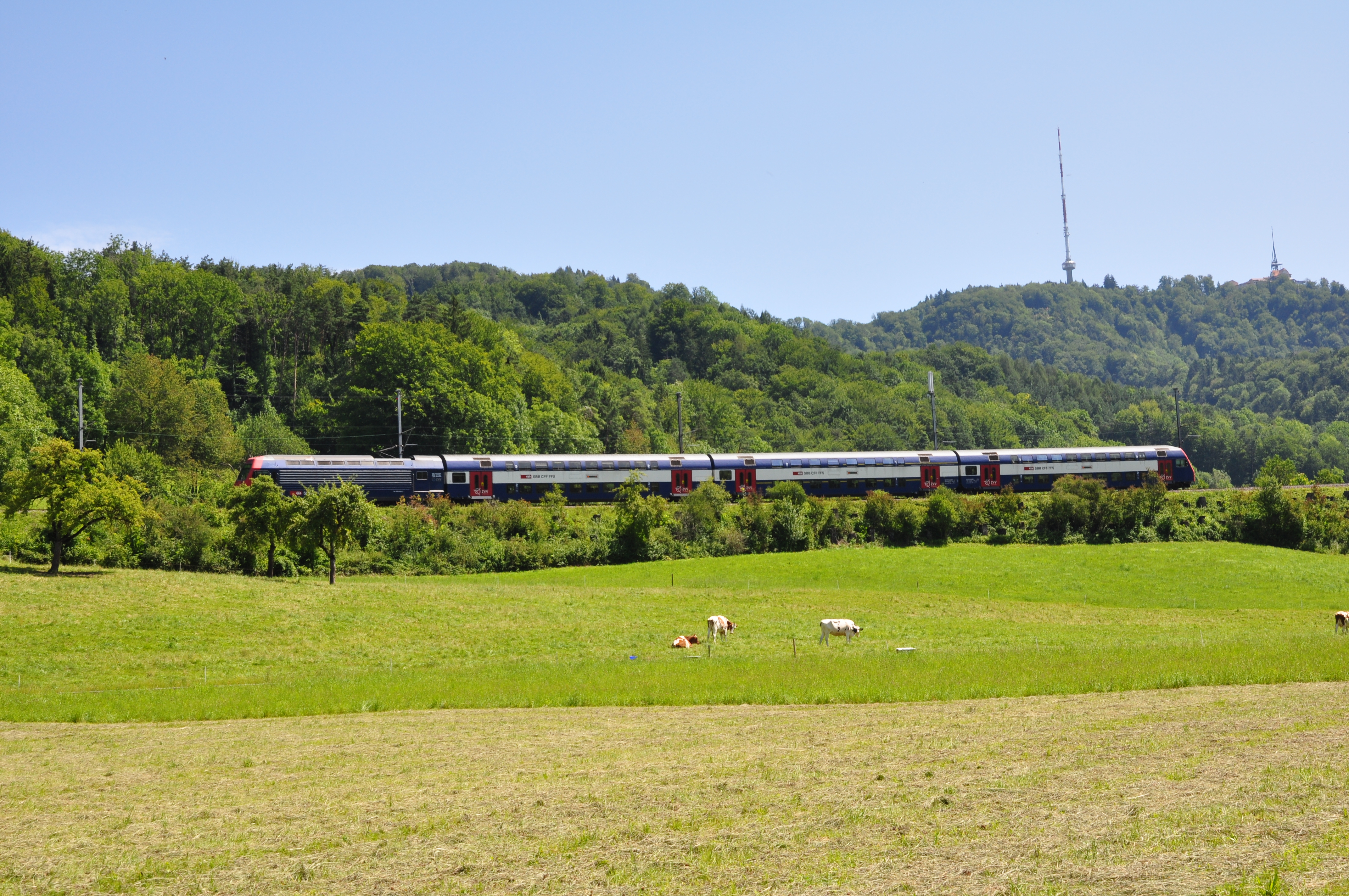
Landikerwiese

Am 22. Juni 1722 schwoll die Reppisch bis 16 Fuss an und richtete dabei vor allem in Landikon grossen Schaden an. Im Jahr 1799 besass das reformierte Dorf 8 Häuser und 26 Haushaltungen. Im selben Jahr besuchten 43 Kinder den Schulunterricht, der in einer Schulstube im Haus des Lehrers Johannes Rosenberger stattfand. 1822 wurde dann ein Schulhaus erbaut, das 780 Gulden kostete, wovon der Staat 100 Gulden übernahm. Im Jahr 1833 wurde die Schule mit der Pensionierung des Schulmeisters Heinrich Rosenberg wieder geschlossen. Der Grund war die geringe Anzahl an Kindern, und so gingen die Landiker wieder in Birmensdorf zur Schule. Im Jahr 1864 besass Landikon dann 110 Einwohner in 11 Wohnhäusern. Im Jahr 1862 wurde eine Baumwollspinnerei und -zwirnerei in Landikon eröffnet.
Seit dem 16. Jahrhundert ist eine Landstrasse belegt, die von Birmensdorf her Landikon bis Aumüli verband. Diese ist heute im Inventar historischer Verkehrswege der Schweiz als ZH 125 mit regionaler Bedeutung eingetragen. Zwischen 1826 und 1827 wurde bei Landikon die Strasse Zürich–Knonaueramt gebaut, die von Albisrieden nach Knonau führt. Dabei hat man teilweise die alte Linienführung übernommen. Für den Bau des heutigen Abschnitts Landikerstrasse sollte Landikon für die letzten 1740 Fuss (etwa 530 Meter) 28 Arbeiter bereitstellen. Diese mussten anfangs an einem Tag in der Woche, danach an zwei Tagen Frondienst leisten. Da die Arbeiten jedoch zögerlich vorangingen und man dachte, der Abschnitt könnte nie abgeschlossen werden, blieb dem Staat nichts anderes übrig, als die Arbeiter anzustellen. Der Unterhalt der Strasse lag bei den angrenzenden Gemeinden, einzig Landikon wurde durch einen vom Staat besoldeten Wegknecht unterstützt.
Bis 1538 gehörte Landikon zur Vogtei Wettschweil (Wettswil), die danach mit der Obervogtei Bonstetten im Zürcher Stadtstaat vereinigt wurde, zu der Landikon bis 1798 gehörte. Zwischen 1798 und 1803 gehörte sie dann zum Distrikt Mettmenstetten der Helvetischen Republik und seit 1803 zum Kanton Zürich. Hier war Landikon bis 1813 Bestandteil des Bezirks oder Distrikts Horgen, danach gehörte das Dorf zum Oberamt Zürich, das 1831 in den Bezirk Zürich umgewandelt wurde. Dabei bildete Landikon zusammen mit Aesch, Birmensdorf und Uitikon den 6. Kreis des Kantons Zürich. Seit 1989 gehört das Dorf zum Bezirk Dietikon.
In Landikon wurden ausserdem römische Spuren in Bernsteinfigur gefunden.